# Cipta Mulya
Cipta Mulya is een bestuurslaag in het regentschap Bengkulu Utara van de provincie Bengkulu, Indonesië. Cipta Mulya telt 1464 inwoners (volkstelling 2010).